# English Football League Two 2021-22
La English Football League Two 2021-22 (referida como Sky Bet League Two por motivos de patrocinio), fue la decimoctava temporada de la EFL League Two  y la temporada número 30 en su actual formato de división de liga, que corresponde a la cuarta categoría del fútbol inglés y la disputaron 24 equipos que buscaron el ascenso a la EFL League One.

## Relevos
| Pos      | a League One     |
| -------- | ---------------- |
| 1.°      | Cheltenham Town  |
| 2.°      | Cambridge United |
| 3º       | Bolton Wanderers |
| Play-off | Morecambe        |

| Pos  | a League Two     |
| ---- | ---------------- |
| 21º  | Rochdale         |
| 22.° | Northampton Town |
| 23.° | Swindon Town     |
| 24.° | Bristol Rovers   |

| Pos      | a League Two      |
| -------- | ----------------- |
| 1º       | Sutton United     |
| Play-off | Hartlepool United |

| Pos | a National League |
| --- | ----------------- |
| 23º | Southend United   |
| 24º | Grimsby Town      |

## Información
| Equipo              | Ciudad                   | Entrenador       | Patrocinador                                   | Estadio                      | Capacidad | Temporada Anterior |
| ------------------- | ------------------------ | ---------------- | ---------------------------------------------- | ---------------------------- | --------- | ------------------ |
| Barrow              | Barrow-in-Furness        | Phil Brown       | JF Hornby & Co.                                | Holker Street                | 5,045     | 21° League Two     |
| Bradford City       | Bradford                 | Mark Hughes      | JCT600                                         | Valley Parade                | 25,136    | 15° League Two     |
| Bristol Rovers      | Brístol                  | Joey Barton      | Utilita                                        | Memorial Stadium (Brístol)   | 12,300    | 24° League One     |
| Carlisle United     | Carlisle                 | Chris Beech      | Edinburgh Woollen Mill                         | Brunton Park                 | 18,202    | 10° League Two     |
| Colchester United   | Colchester               | Wayne Brown INT  | Texo Scaffolding (Local) Job Serve (Visitante) | Colchester Community Stadium | 10,105    | 20° League Two     |
| Crawley Town        | Crawley                  | John Yems        | The People's Pension                           | Broadfield Stadium           | 5,996     | 12° League Two     |
| Exeter City         | Exeter                   | Matt Tylor       | Carpetrigh                                     | St. James Park               | 8,696     | 9° League Two      |
| Forest Green Rovers | Nailsworth               | Rob Edwards      | Ecotricity                                     | The New Lawn                 | 4.834     | 6° League Two      |
| Hartlepool United   | Hartlepool               | Graeme Lee       | Prestige Group Ltd                             | Victoria Park                | 7,856     | 4° National League |
| Harrogate Town      | Harrogate                | Simón Weaver     | Strata                                         | Wetherby Road                | 5,000     | 17° League Two     |
| Leyton Orient       | Londres (Waltham Forest) | Matt Harrold     | Harry Kane Fundation                           | Brisbane Road                | 9,271     | 11° League Two     |
| Mansfield Town      | Mansfield                | Nigel Clough     | One Call                                       | Field Mill                   | 10,000    | 16° League Two     |
| Newport County      | Newport                  | James Rowberry   | Alzheimers Society Cymru                       | Rodney Parade                | 7,850     | 5° League Two      |
| Northampton Town    | Northampton              | Jon Brady        | University of Northampton                      | PTS Acadmy Stadium           | 7,798     | 22° League One     |
| Oldham Athletic     | Oldham                   | Keith Curle      | Wakelet                                        | Boundary Park                | 13,512    | 18° League Two     |
| Port Vale           | Burslem                  | Tom Conlon       | Synectics Solutions                            | Vale Park                    | 19,052    | 13° League Two     |
| Rochdale            | Rochdale                 | Robbie Stockdale | Crown Oil                                      | Blundell Park                | 9,052     | 21° League One     |
| Salford City        | Salford                  | Gary Bowyer      | TalkTalk                                       | Moor Lane                    | 5,108     | 8° League Two      |
| Scunthorpe United   | Scunthorpe               | Keith Hill       | Utilita Energy                                 | Glanford Park                | 9,088     | 22° League Two     |
| Stevenage           | Stevenage                | Steve Evans      | Burger King                                    | Lamex Stadium                | 7,800     | 14° League Two     |
| Sutton United       | Londres (Sutton)         | Matt Grey        | Angel Plastics                                 | Green Lane                   | 7,032     | 1° National League |
| Swindon             | Swindon                  | Ben Garner       | Imagine Cruising                               | County Ground                | 15,728    | 23° League One     |
| Tranmere Rovers     | Birkenhead               | Micky Mellon     | Essar                                          | Prenton Park                 | 16,789    | 7° League Two      |
| Walsall             | Walsall                  | Matthew Taylor   | Home Services                                  | Bescot Stadium               | 11,300    | 19° League Two     |

## Localización
| Condado               | N.º | Equipos                                  |
| --------------------- | --- | ---------------------------------------- |
| Gran Mánchester       | 3   | Oldham Athletic, Rochdale y Salford City |
| Cumbria               | 2   | Barrow y Carlisle United                 |
| Gran Londres          | 2   | Leyton Orient y Sutton United            |
| Bristol               | 1   | Bristol Rovers                           |
| Devon                 | 1   | Exeter City                              |
| Essex                 | 1   | Colchester United                        |
| Gloucestershire       | 1   | Forest Green Rovers                      |
| Hertfordshire         | 1   | Stevenage                                |
| Lincolnshire          | 1   | Scunthorpe United                        |
| Merseyside            | 1   | Tranmere Rovers                          |
| Midlands Occidentales | 1   | Walsall                                  |
| Northamptonshire      | 1   | Northampton Town                         |
| Nottinghamshire       | 1   | Mansfield Town                           |
| Staffordshire         | 1   | Port Vale                                |
| Sussex del Oeste      | 1   | Crawley Town                             |
| Wiltshire             | 1   | Swindon Town                             |
| Yorkshire del Norte   | 1   | Harrogate Town                           |
| Yorkshire del Oeste   | 1   | Bradford City                            |

#### Condados preservados de Gales
| Región | N.º | Equipos        |
| ------ | --- | -------------- |
| Gwent  | 1   | Newport County |

## Clasificación
Los tres primeros equipos de la clasificación ascienden directamente a la EFL League One 2022-23, los clubes ubicados del cuarto al séptimo puesto disputan un play-off para determinar un cuarto ascenso. Por otro lado, los dos equipos de peor ubicación en la tabla, descenderán directamente a la National League 2022-23.
| Pos. | Equipo                     | Pts. | PJ | G  | E  | P  | GF | GC | Dif. | Clasificación 2021-22                 |
| ---- | -------------------------- | ---- | -- | -- | -- | -- | -- | -- | ---- | ------------------------------------- |
| 1    | Forest Green Rovers (A, C) | 84   | 46 | 23 | 15 | 8  | 75 | 45 | +30  | Ascenso a la Football League One      |
| 2    | Exeter City (A)            | 84   | 46 | 23 | 15 | 8  | 65 | 41 | +24  | Ascenso a la Football League One      |
| 3    | Bristol Rovers (A)         | 80   | 46 | 23 | 11 | 12 | 71 | 49 | +22  | Ascenso a la Football League One      |
| 4    | Northampton Town (X)       | 80   | 46 | 23 | 11 | 12 | 70 | 48 | +22  | Play-offs para la Football League One |
| 5    | Port Vale (A)              | 78   | 46 | 22 | 12 | 12 | 67 | 46 | +21  | Play-offs para la Football League One |
| 6    | Swindon Town (X)           | 77   | 46 | 22 | 11 | 13 | 77 | 54 | +23  | Play-offs para la Football League One |
| 7    | Mansfield Town (X)         | 77   | 46 | 22 | 11 | 13 | 67 | 52 | +15  | Play-offs para la Football League One |
| 8    | Sutton United              | 76   | 46 | 22 | 10 | 14 | 69 | 53 | +16  |                                       |
| 9    | Tranmere Rovers            | 75   | 46 | 21 | 12 | 13 | 53 | 40 | +13  |                                       |
| 10   | Salford City               | 70   | 46 | 19 | 13 | 14 | 60 | 46 | +14  |                                       |
| 11   | Newport County             | 69   | 46 | 19 | 12 | 15 | 67 | 58 | +9   |                                       |
| 12   | Crawley Town               | 61   | 46 | 17 | 10 | 19 | 56 | 66 | −10  |                                       |
| 13   | Leyton Orient              | 58   | 46 | 14 | 16 | 16 | 62 | 47 | +15  |                                       |
| 14   | Bradford City              | 58   | 46 | 14 | 16 | 16 | 53 | 55 | −2   |                                       |
| 15   | Colchester United          | 55   | 46 | 14 | 13 | 19 | 48 | 60 | −12  |                                       |
| 16   | Walsall                    | 54   | 46 | 14 | 12 | 20 | 47 | 60 | −13  |                                       |
| 17   | Hartlepool United          | 54   | 46 | 14 | 12 | 20 | 44 | 64 | −20  |                                       |
| 18   | Rochdale                   | 53   | 46 | 12 | 17 | 17 | 51 | 59 | −8   |                                       |
| 19   | Harrogate Town             | 53   | 46 | 14 | 11 | 21 | 64 | 75 | −11  |                                       |
| 20   | Carlisle United            | 53   | 46 | 14 | 11 | 21 | 39 | 62 | −23  |                                       |
| 21   | Stevenage                  | 47   | 46 | 11 | 14 | 21 | 45 | 68 | −23  |                                       |
| 22   | Barrow                     | 44   | 46 | 10 | 14 | 22 | 44 | 57 | −13  |                                       |
| 23   | Oldham Athletic (D)        | 38   | 46 | 9  | 11 | 26 | 46 | 75 | −29  | Descenso de Categoría                 |
| 24   | Scunthorpe United (D)      | 26   | 46 | 4  | 14 | 28 | 29 | 90 | −61  | Descenso de Categoría                 |

Actualizado a los partidos jugados el 7 de mayo de 2022.
 Fuente: EFL

## Resultados
| Local \ Visitante   | BAR | BRA | BRI | CAR | COL | CRA | EXE | FGR | HAR | HRT | LEY | MAN | NEW | NOR | OLD | PVL | ROC | SAL | SCU | STE | SUT | SWI | TRA | WAL |
| ------------------- | --- | --- | --- | --- | --- | --- | --- | --- | --- | --- | --- | --- | --- | --- | --- | --- | --- | --- | --- | --- | --- | --- | --- | --- |
| Barrow              | —   | 1–2 | 1–1 | 1–2 | 2–3 | 0–1 | 0–0 | 4–0 | 0–0 | 3–2 | 1–1 | 1–3 | 2–1 |     | 0–0 | 1–2 | 1–2 | 0–2 | 1–1 | 0–0 |     | 2–0 | 1–1 | 1–1 |
| Bradford City       | 1–1 | —   | 2–2 |     | 0–0 | 1–2 | 0–1 | 1–1 | 1–3 | 1–3 | 1–1 | 0–2 | 0–0 | 1–1 | 2–1 | 1–2 | 2–0 | 2–1 |     | 4–1 | 2–2 | 1–2 | 1–1 | 1–1 |
| Bristol Rovers      | 1–0 | 2–1 | —   | 3–0 | 1–0 | 1–0 | 1–1 |     | 3–0 | 2–0 | 1–3 | 0–0 | 1–3 | 2–1 | 1–0 | 1–2 | 4–2 | 1–0 |     | 0–2 | 2–0 | 1–3 | 2–2 | 1–0 |
| Carlisle United     | 0–0 | 2–0 | 1–0 | —   | 0–0 | 1–1 | 0–1 | 0–2 | 0–2 | 0–0 | 1–1 | 1–0 | 1–2 | 2–1 | 0–0 | 1–3 | 2–0 | 2–1 | 2–2 |     | 0–2 | 0–3 | 0–1 | 1–0 |
| Colchester United   | 0–2 | 3–0 | 1–1 | 2–2 | —   | 0–1 | 3–1 | 0–1 | 1–0 | 1–2 | 2–2 | 1–1 | 1–1 | 0–1 | 1–1 | 1–0 | 1–1 | 0–2 | 2–1 | 0–2 | 1–3 | 1–1 | 1–0 |     |
| Crawley Town        | 1–0 | 2–1 | 1–2 | 2–1 | 3–1 | —   | 1–3 | 2–1 | 2–2 | 0–1 |     | 1–2 | 1–1 | 0–0 | 2–2 | 1–4 | 1–0 | 2–1 | 0–0 | 2–2 | 0–1 | 3–1 | 0–1 | 1–0 |
| Exeter City         |     | 0–0 | 4–1 | 2–1 | 2–0 | 2–1 | —   | 0–0 | 4–3 | 0–0 | 1–0 | 2–1 | 2–2 | 1–2 | 2–1 |     |     | 0–0 | 2–0 | 2–1 | 2–0 | 3–1 | 0–1 | 2–2 |
| Forest Green Rovers | 2–0 | 0–2 | 2–0 | 3–0 | 2–0 | 6–3 | 0–0 | —   |     | 1–1 | 1–1 | 1–0 | 2–0 | 1–0 | 2–0 | 0–2 | 2–1 | 3–1 | 1–0 | 2–0 | 2–1 | 0–2 | 0–0 | 0–1 |
| Harrogate Town      | 2–1 | 2–0 | 0–1 |     | 1–2 | 1–3 | 1–1 | 1–4 | —   | 1–2 | 0–3 | 0–0 | 2–2 | 1–2 | 3–0 | 1–1 | 3–2 | 0–2 | 6–1 | 0–0 |     | 1–4 | 2–2 | 1–1 |
| Hartlepool United   | 3–1 | 0–2 | 1–0 | 2–1 |     | 1–0 | 1–1 | 1–3 | 3–2 | —   | 0–0 | 2–2 | 1–2 | 2–1 | 0–0 | 0–1 | 2–1 | 0–2 | 0–0 | 1–1 | 1–1 |     | 1–0 | 2–0 |
| Leyton Orient       | 2–0 | 2–0 | 0–2 | 0–1 | 0–1 | 1–2 | 3–0 | 1–1 | 0–2 | 5–0 | —   | 0–0 | 0–1 |     | 4–0 | 0–0 | 3–1 | 0–2 | 3–0 | 2–2 | 4–1 | 4–1 |     | 0–0 |
| Mansfield Town      | 0–1 | 2–3 | 2–1 | 1–0 | 2–1 |     | 2–1 |     | 1–3 | 3–2 | 2–0 | —   | 2–1 | 1–0 | 0–0 | 1–1 | 1–1 | 2–1 | 3–1 |     | 2–3 | 3–2 | 2–0 | 2–0 |
| Newport County      | 2–1 | 0–0 | 1–0 | 2–2 |     | 1–2 | 0–1 | 1–1 | 4–0 | 2–3 | 2–2 | 1–1 | —   | 0–1 | 3–3 | 2–1 |     | 0–2 | 3–0 | 5–0 | 3–2 | 1–2 | 4–2 | 2–1 |
| Northampton Town    | 0–1 | 0–0 | 0–1 | 3–0 | 3–0 | 0–1 |     | 1–1 | 3–0 | 2–0 | 1–0 | 2–0 | 1–0 | —   | 2–1 | 1–0 | 1–3 | 1–0 | 2–0 | 3–0 | 0–2 | 1–1 | 3–2 | 1–1 |
| Oldham Athletic     | 0–3 | 2–0 | 2–1 | 1–2 | 1–2 |     | 0–2 | 5–5 | 1–2 | 0–0 | 2–0 | 1–2 | 0–1 | 0–2 | —   | 3–2 | 0–0 |     | 1–3 | 3–0 | 1–3 | 1–3 | 0–1 | 1–3 |
| Port Vale           | 3–1 | 1–1 | 1–3 | 0–0 | 3–0 | 4–1 | 0–0 | 1–1 | 2–0 | 2–0 | 3–2 | 3–1 |     | 0–0 | 3–2 | —   | 2–3 | 0–1 | 1–0 | 2–0 | 2–0 | 1–3 | 0–0 | 0–1 |
| Rochdale            | 0–0 | 0–0 |     | 2–0 | 1–1 | 0–1 | 1–1 | 1–2 | 3–3 | 2–1 | 2–2 | 0–1 |     | 1–0 | 0–1 | 1–1 | —   | 1–1 | 0–0 | 2–2 | 3–2 | 0–0 | 1–0 | 1–0 |
| Salford City        | 2–2 | 1–0 | 1–1 | 2–1 | 0–3 | 2–1 | 1–2 | 1–1 | 2–0 | 2–0 | 1–1 |     | 3–0 | 2–2 | 2–0 | 0–1 | 0–0 | —   | 5–1 | 1–0 | 0–0 | 0–1 | 1–1 | 2–1 |
| Scunthorpe United   | 0–1 | 1–1 | 2–3 | 0–1 | 1–3 | 2–1 | 0–4 | 0–2 | 0–3 |     | 1–1 | 0–4 | 0–1 | 0–0 | 0–1 | 0–1 | 1–2 | 1–1 | —   | 1–1 | 1–1 | 1–3 | 1–0 | 1–0 |
| Stevenage           | 1–0 | 0–1 | 0–4 | 0–2 | 1–0 | 2–1 | 2–2 | 0–4 | 3–0 | 2–0 | 0–0 | 1–2 | 0–2 | 1–2 | 0–1 | 1–1 | 1–0 |     | 1–1 | —   | 3–3 | 1–1 |     | 3–1 |
| Sutton United       | 1–0 |     | 1–1 | 4–0 | 3–2 |     | 2–1 | 1–1 | 1–0 | 1–0 | 1–0 | 2–0 | 1–0 | 0–0 | 1–2 | 4–3 | 3–0 | 0–0 | 4–1 | 2–1 | —   | 1–2 | 1–1 | 0–1 |
| Swindon Town        |     | 1–3 | 1–1 | 1–2 | 0–0 | 1–1 | 1–2 |     | 1–1 | 3–1 | 1–2 | 1–0 | 0–1 | 5–2 | 1–0 | 1–2 | 2–2 | 1–2 | 3–0 | 0–0 | 2–1 | —   | 0–0 | 5–0 |
| Tranmere Rovers     | 2–0 | 2–1 | 1–1 | 2–2 | 2–0 | 2–1 | 2–0 | 0–4 | 2–0 | 1–0 | 1–0 | 3–2 | 0–1 | 0–2 |     | 1–1 | 2–0 | 2–0 | 4–0 | 1–0 | 0–1 | 3–0 | —   | 1–0 |
| Walsall             | 2–2 | 1–2 | 1–2 | 1–0 | 3–0 | 1–1 | 0–2 | 1–3 | 1–3 | 3–1 | 0–2 | 3–1 | 3–3 | 0–1 | 2–1 |     | 0–0 | 2–1 | 1–1 | 1–0 | 1–0 |     | 1–0 | —   |

## Play-offs

### Cuadro de desarrollo
|  | Semifinales                                    | Semifinales                                    | Semifinales                                    | Semifinales                                    | Semifinales                                    |   |   | Final          | Final      | Final      |  |
|  | 14 y 15 de mayo (ida) 18 y 19 de mayo (vuelta) | 14 y 15 de mayo (ida) 18 y 19 de mayo (vuelta) | 14 y 15 de mayo (ida) 18 y 19 de mayo (vuelta) | 14 y 15 de mayo (ida) 18 y 19 de mayo (vuelta) | 14 y 15 de mayo (ida) 18 y 19 de mayo (vuelta) |   |   | 28 de mayo     | 28 de mayo | 28 de mayo |  |
|  |                                                |                                                |                                                |                                                |                                                |   |   |                |            |            |  |
|  |                                                |                                                |                                                |                                                |                                                |   |   |                |            |            |  |
|  | 4                                              | Northampton Town                               | 1                                              | 0                                              | 1                                              |   |   |                |            |            |  |
|  | 4                                              | Northampton Town                               | 1                                              | 0                                              | 1                                              |   |   |                |            |            |  |
|  | 7                                              | Mansfield Town                                 | 2                                              | 1                                              | 3                                              |   |   |                |            |            |  |
|  | 7                                              | Mansfield Town                                 | 2                                              | 1                                              | 3                                              |   | 7 | Mansfield Town | 0          |            |  |
|  |                                                |                                                |                                                |                                                |                                                |   | 7 | Mansfield Town | 0          |            |  |
|  |                                                |                                                | 5                                              | Port Vale                                      | 3                                              |   |   |                |            |            |  |
|  | 5                                              | Port Vale                                      | 5                                              | Port Vale                                      | 3                                              | 1 | 1 | 3 (6)          |            |            |  |
|  | 5                                              | Port Vale                                      |                                                |                                                |                                                | 1 | 1 | 3 (6)          |            |            |  |
|  | 6                                              | Swindon Town                                   | 2                                              | 0                                              | 3 (5)                                          |   |   |                |            |            |  |
|  | 6                                              | Swindon Town                                   | 2                                              | 0                                              | 3 (5)                                          |   |   |                |            |            |  |
|  |                                                |                                                |                                                |                                                |                                                |   |   |                |            |            |  |

### Semifinales
| 14 de mayo de 2022 | Mansfield Town            | 2 - 1 | Northampton Town | One Call Stadium, Mansfield   |                               |
| 19:45              | - Oates 13' - Bowyery 20' |       | - Koiki 61'      | Árbitro(s): Anthony Backhouse | Árbitro(s): Anthony Backhouse |

| 18 de mayo de 2022 | Northampton Town | 0 - 1 (Global 1 - 3) | Mansfield Town   | Sixfields Stadium, Northampton |                        |
| 12:00              |                  |                      | - McLaughlin 32' | Árbitro(s): Ross Joyce         | Árbitro(s): Ross Joyce |

| 15 de mayo de 2022 | Swindon Town      | 2 - 1 | Port Vale    | County Ground, Swindon |                        |
| 19:45              | - McKirdy 26' 68' |       | - Wilson 83' | Árbitro(s): Ross Joyce | Árbitro(s): Ross Joyce |

| 19 de mayo de 2022 | Port Vale                                                                    | 1 - 0 (t. s.)(6 – 5 p.)(Global 2 – 2) | Swindon Town                                                         | Bursalem Park, Stoke-on-Trent |                             |
| 19:45              | - Wilson 8'                                                                  |                                       |                                                                      | Árbitro(s): Seb Stockbridge   | Árbitro(s): Seb Stockbridge |
|                    |                                                                              | Tiros desde el punto penal            |                                                                      |                               |                             |
|                    | Wilson · Worrall · Edmondson · Charlsey · Pett · Garrity · Gibbons · Benning |                                       | Payne · Gladwin · McKirdy · Reed · Davison · Conroy · Egbo · Iandolo |                               |                             |

### Final
| 28 de mayo de 2022 | Mansfield Town | 0 - 3 | Port Vale                              | Wembley, Londres                             |                                              |
| 19:45              |                |       | Harratt 20' · Wilson 24' · Benning 85' | Árbitro(s): Peter Bankes VAR: Jarred Gillett | Árbitro(s): Peter Bankes VAR: Jarred Gillett |

| Mansfield Town | vs. | Port Vale |